# Marialva (Paraná)
Marialva é um município brasileiro do Estado do Paraná. Localiza-se na Região Norte-Central, à leste de Maringá e é conhecido como a "capital da uva fina". Sua população em 2024 era de 44 098 habitantes, conforme dados de IBGE.

## História
Em 1940, entre Mandaguari e Maringá, no meio do “estradão de terra batida que caminhava para frente”, trecho histórico do Caminho do Peabiru, a companhia de Terras do Norte do Paraná promoveu a criação da localidade e deu-se a denominação de Marialva.
Para seu desenvolvimento, atraiu pessoas de todas as Unidades da Federação com o objetivo de se dedicarem, principalmente, à cultura do café, para a qual as terras roxas e o clima subtropical se prestavam admiravelmente. A venda de lotes urbanos foi coroado de êxito e em pouco tempo dava amostra de uma nova cidade.
Os primeiros moradores de Marialva eram formados por imigrantes asiáticos (japoneses), europeus (italianos, portugueses e alemães) e brasileiros (paulistas e mineiros) e teve sua base econômica baseada no cultivo de café por meio de pequenas propriedades e atividade familiar. 
Em 1947, o Patrimônio era elevado à categoria de Distrito Administrativo, no município de Mandaguari e, em 14 de novembro de 1951, através da Lei nº 790, é desmembrado de Mandaguari, sendo assim criado o município de Marialva. Em 14 de novembro de 1952 é eleito o 1° prefeito de Marialva, Antônio Garcia Netto e no ano seguinte, através da Lei n° 1.541 de  14 de novembro, Marialva foi elevada à comarca, tendo seu primeiro Juiz de Direito o Dr° Leandro de Freitas Oliveira.
A partir da década de 1960, Marialva começa a anexar distritos em seu território, sendo eles São Miguel do Cambuí criado em 1961; São Luiz criado em 1967; Santa Fé do Pirapó criado em 1968.
Por volta da década de 80, a cultura de uva fina torna-se um componente importante da economia local, e fez com que o êxodo rural fosse parcialmente revertido dado a natureza intensiva em mão-de-obra da mesma. 
A origem do nome “Marialva” é uma homenagem ao Marques de Marialva (“D. Pedro de Alcântara Menezes”) destro cavaleiro português, nascido em 1711 e falecido em 1799.

## Geografia
A cidade de Marialva está localizado no alto do espigão da Serra da Apucarana, entre os rios Pirapó e Ivaí e que no cujo passa a Estrada de Ferro Norte do Paraná.

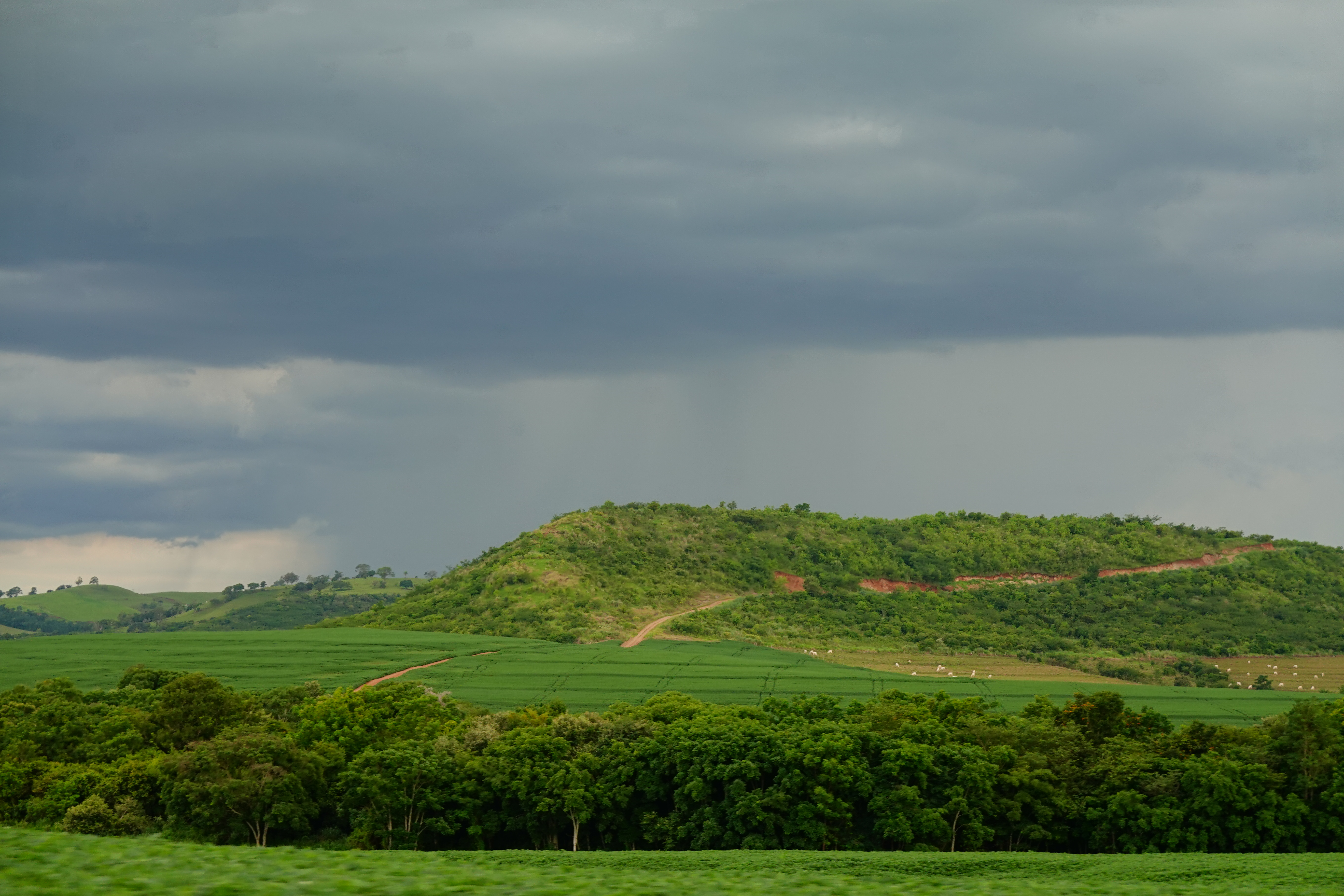
Chuva em um morro típico na beira do rio Pirapó, em Marialva e localizado no Planalto de Apucarana.

Geomorfologicamente, o munícipio possui suas partes altas na sub-unidade morfoescultural contidas no Planalto de Maringá, enquanto as partes baixas estão no Planalto de Apucarana. Ambas caracterizam-se por terem morros com topos alongados e aplainados, vertentes convexas, vales em "V" e serem modeladas em rochas da Serra Geral O Planalto de Apucarana apresenta classe de declividade entre 6% e 12% com direção geral em sentido Sudeste ao Noroeste, enquanto que o Planalto de Maringá possui classe de declividade inferior a 6%.
Possui uma área é de 475,467 km² representando 0,2386 % do estado, 0,0844 % da região e 0,0056 % de todo o território brasileiro. Localiza-se a uma latitude 23°29'06" sul e a uma longitude 51°47'31" oeste, localizando-se muito próximo ao Trópico de Capricórnio.
Compõem o município quatro distritos: Marialva (sede), Santa Fé do Pirapó, São Luiz e São Miguel do Cambuí.

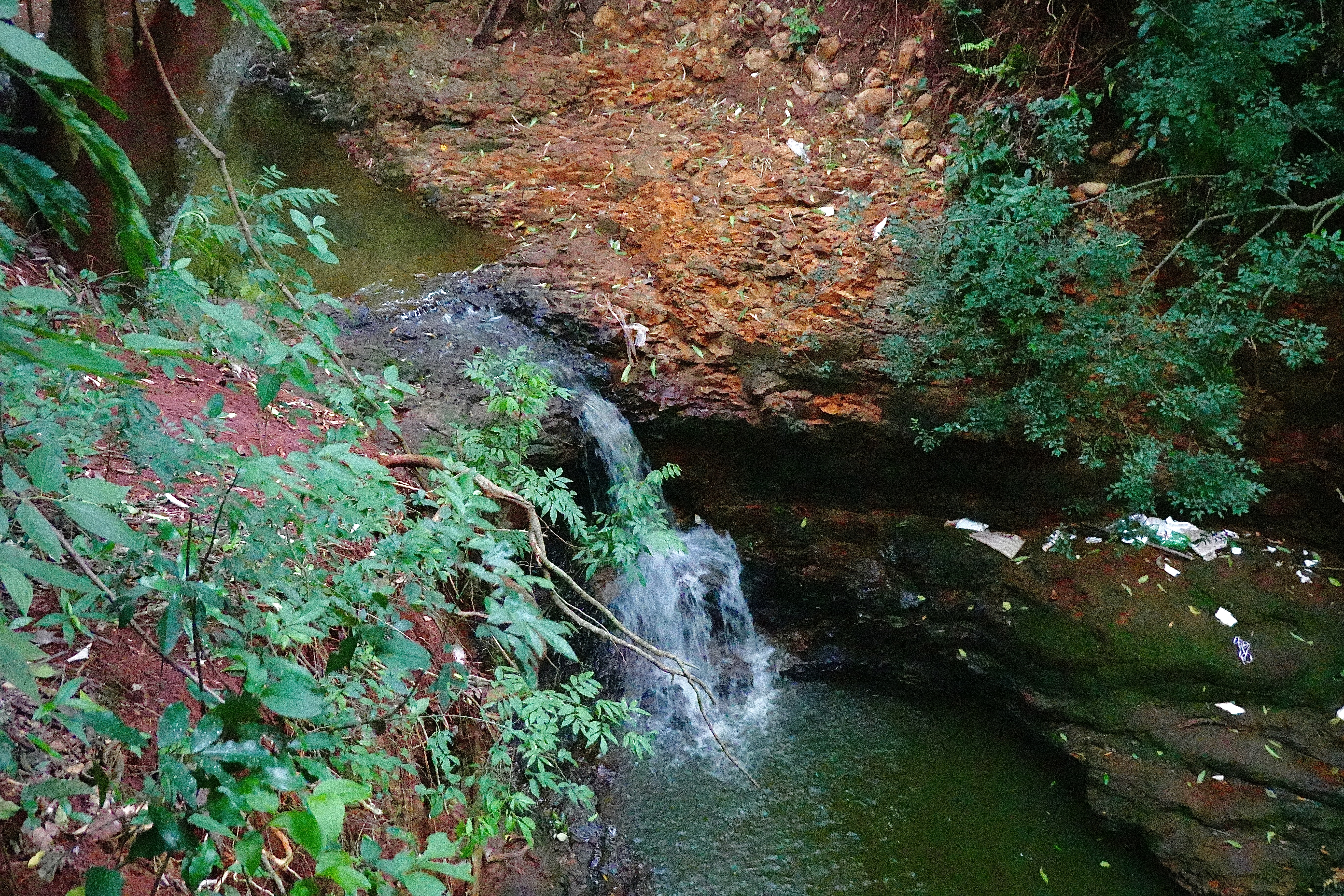
Cânion com cachoeira localizada próxima a nascente do Ribeirão Aquidabã, dentro da conurbação urbana.

Já em hidrografia, o munícipio contém para nascentes para os rios Ivaí, Aquidabã, Keller e Marialva. Apresenta também diversos ribeirões, tais com o Sarandí, Pinguim, Inabi, Alegre, Caranã, Esse, Cambuí e entre outros. A qualidade da água nas proximidades da cidade apresenta parâmetros eutrofizados, não sendo considerada portanto potável sem prévio tratamento.

### Demografia
Dados do Censo - 2008
População total: 32.509
- Urbana: 25.920
- Rural: 6.589
- Homens: 15.399
- Mulheres: 17.110

| Etnias  |       |
| ------- | ----- |
| Branco  | 71.8% |
| Pardo   | 23.5% |
| Negro   | 3.4%  |
| Amarelo | 1.3%  |

Fonte: Instituto Paranaense de Desenvolvimento Econômico e Social (2014)

## Demografia
Índice de Desenvolvimento Humano (IDH-M): 0,784
- IDH-M Renda: 0,745
- IDH-M Longevidade: 0,728
- IDH-M Educação: 0,821

## Economia
O município produz 50% da uva fina de mesa do Estado do Paraná, fruto do pioneirismo dos imigrantes japoneses que ali se instalaram na década de 1960.

## Atrações
Marialva tem como monumento na entrada da cidade o "Cacho de Uva", todo de concreto armado representando um cacho de uva rubi, que é a variedade mais produzida no município. O monumento foi construído para exaltar a importância da produção da uva para o município. Todo ano, no mês de dezembro, ocorre a tradicional Festa da Uva Fina, durando 10 dias, com participação média de 150.000 pessoas.
Como marco religioso, a Paróquia Nossa Senhora de Fátima é de extrema importância para o município, possuindo no seu interior vitrais e esculturas de madeira com a história da Via Sacra, fazendo com que muitos a visitem em épocas festivas. Tal beleza extende-se também para as capelas localizadas nos distritos próximos, os quais apresentam uma detalhes arquitetônicos de características singulares.
Como atração turística natural tem a Cachoeira do Esse, localizada no Ribeirão Alegre, que está cerca de 12 km abaixo de sua nascente próximo ao cemitério municipal. Há também o Cânion do Aquidabã, localizado a cerca de 900 metros abaixo de sua nascente e virtualmente dentro da conurbação urbana. 

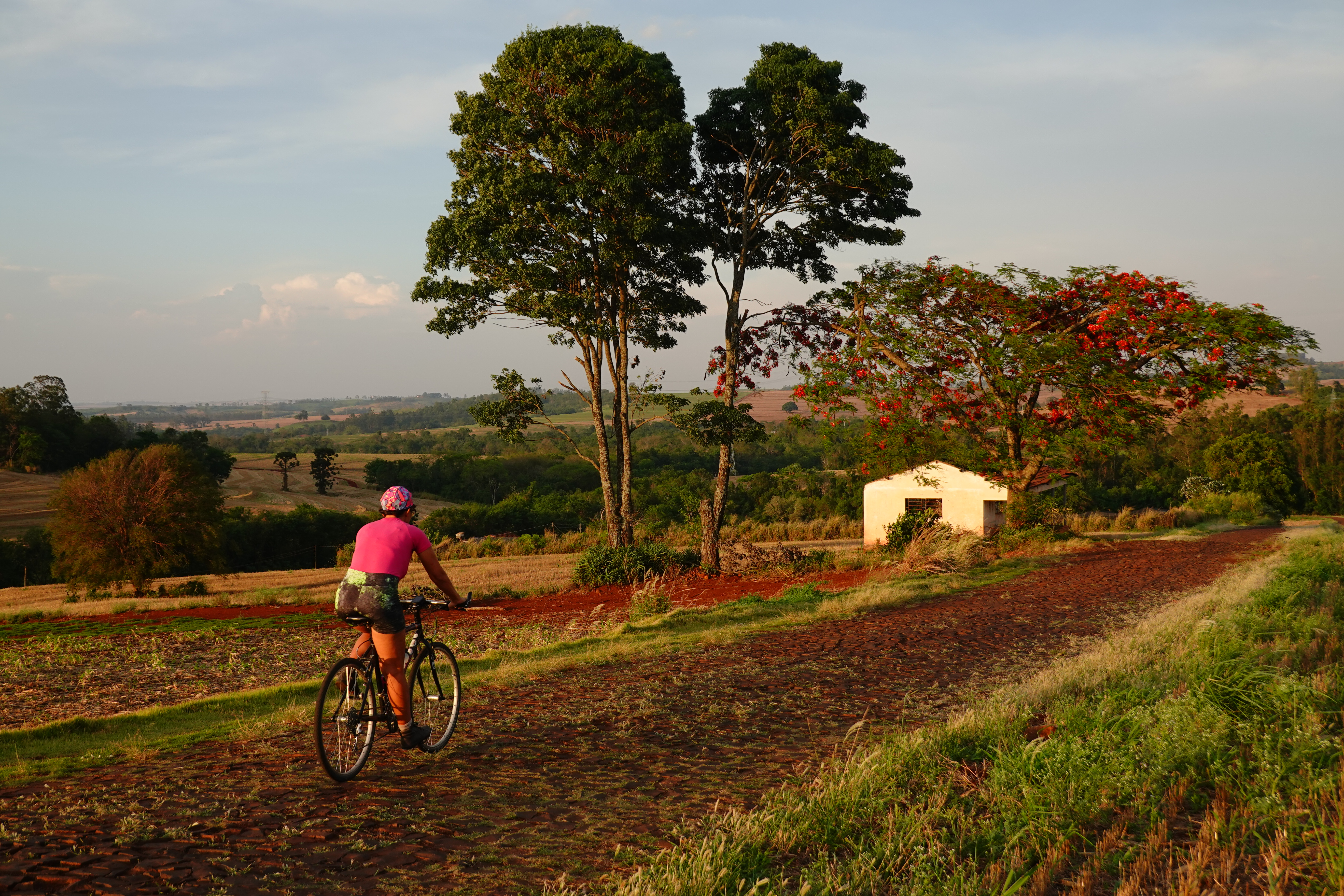
Uma ciclista mulher passeando com bicicleta de montanha próximo no lugar popularmente conhecido como "Escolinha", que dá acesso para a Cachoeira de Marialva.

Marialva destaca-se por estar no alto da crista da Serra de Apucarana, o que faz a cidade e arredores possuírem vistas amplas e distantes para os vales do Ivaí e Pirapó. É possível ver Maringá em boa parte da cidade. A altitude da cidade também a faz ser ponto de peregrinação para astrônomos regionais, sendo comum atividades para avistar eclipses, astros e entre outros.
Por último, a Estrada de Ferro Norte do Paraná cruza a cidade, com os trilhos passando lado a lado com as casas e estradas. A imersão histórico-cultural com os vagões ali movimentado e parados representa um outro atrativo.

## Política
Em 2024, Marialva pela primeira vez em toda sua história elegeu uma mulher para gerir o município, a candidata Flávia Cheroni filiada no PSD, mesmo partido do Governador do Estado Ratinho Junior.
Flavia Cheroni teve 35,16% dos votos dados a todos os candidatos. Em segundo lugar ficou Katia Feltrin (na época vice prefeita), com 29,94%.

A eleição em Marialva teve 23.270 votos totais, o que inclui 555 votos brancos, 2,39% dos votos totais, e 613 votos nulos, 2,63%.

## Filhos notórios
- Marialvenses biografados na Wikipédia